# Jules Houdaille
Pour les articles homonymes, voir Houdaille.
Jules Houdaille est un homme politique français né le 24 avril 1816 à Avallon (Yonne) et décédé le 2 juillet 1900 à Avallon.

## Biographie
Avocat, il est maire d'Avallon et conseiller général du canton d'Avallon. Il est député de l'Yonne de 1885 à 1889, soutenant les gouvernements opportunistes sans prendre la parole à la tribune.